# Samy Ben-Youb
Samy Ben-Youb ist ein ehemaliger französischer Schauspieler.
Ben-Youb wurde im Jahr 1977 bekannt mit der Rolle des aus Algerien stammenden muslimischen Jungen Momo in dem Film Madame Rosa an der Seite von Simone Signoret. Der Film von Regisseur Moshé Mizrahi gewann bei der Oscarverleihung 1978 den Oscar für den besten fremdsprachigen Film. Es blieb Ben-Youbs einzige Filmrolle. 

## Filmografie
- 1977: Madame Rosa (La vie devant soi) – Regie: Moshé Mizrahi